# GI婴儿

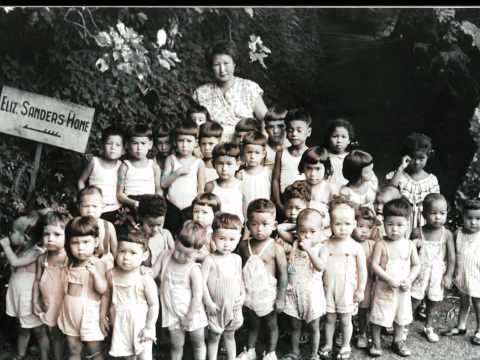
收养的GI婴儿

GI婴儿（日语：GIベビー）是第二次世界大战结束后同盟国军事占领日本时期，占领军士兵与日本女人生下的混血儿。“GI”在英语里是“美国大兵”的代称。1953年，日本厚生省调查说日本有4972名GI婴儿。但当时伊丽莎白·桑德斯孤儿院创始者泽田美喜认为日本GI婴儿有20万。赛珍珠财团的调查显示，日本GI婴儿的确切数量很难统计，当时日本GI婴儿的实际数量应该在2-3万人左右。

## 背景
第二次世界大战期间，美军强奸日本女性事件频发。日本战败后，日本内务省下令东京警视厅牵头成立专门为占领军提供性服务的全国性机构—“特殊慰安设施协会”:22:17。美军慰安妇的数量一度达到7万之多。那些有固定客户被美军包养的妓女称为“安丽”，英文“ONLY”的谐音，也称为“Only-San”。美军回国后，“安丽”和她们与美军生的孩子往往遭到抛弃。

## 著名GI婴儿
部份GI婴儿成長後，活躍於影視娛樂、體育甚至政治領域，其中較著名的包括演員草刈正雄、歌手山中喬、職棒選手衣笠祥雄、沖繩縣知事玉城丹尼等。

## 影视作品
- 《菊花和伊萨姆》1959年日本电影
- 《人证》日本电影、小说

## 名人
- 草刈正雄
- 鲇川诚
- 青山ミチ
- 玉城丹尼